# TOMONY

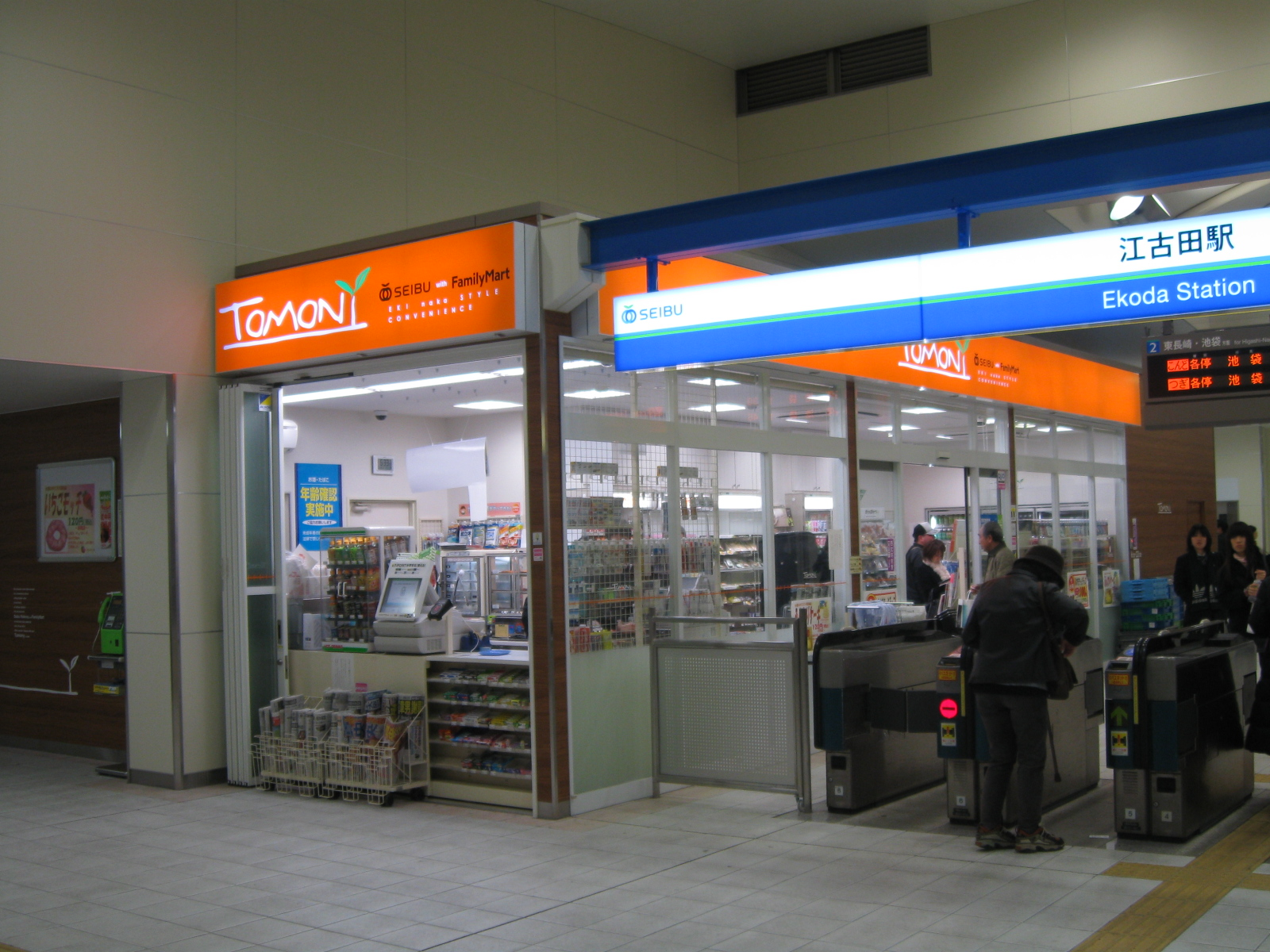
TOMONY江古田店（ウォークイン販売方式）

TOMONY（トモニー）は、西武鉄道がファミリーマートとフランチャイズ契約して出店している、駅構内（駅ナカ）の売店である。

## 概説
2007年6月5日に、西武鉄道とファミリーマートが新しい形態の駅売店を共同運営することで合意。2007年7月3日に、トライアル店舗（実験店舗）の3店舗が、ウォークイン販売方式（コンビニエンスストア類似型）として西武池袋線練馬駅に、ステップイン販売方式（小形店舗型）として西所沢駅に、カウンター販売方式（対面式売店型）として練馬高野台駅に、それぞれ開店した。3か月間の実証実験を終えた後、同年12月20日に高田馬場駅橋上店（橋上駅舎内）が開店した。その後、2008年2月9日に武蔵藤沢駅店、同年4月に国分寺駅店、中村橋駅店と展開を進めた。2022年11月現在、有人店舗50店と無人店舗6店が存在する。
ファミリーマートと共に（トモニ）、お客さまと共に（トモニ）、地域と共に（トモニ）、店舗を成長させていくと意味を込めて、TOMONYと名付けた。
従来の西武鉄道駅構内にあった売店とは異なり、POSシステムを利用するなど効率化を図っている。PASMO・Suica等の交通系電子マネーの他、ファミマTカード及びプリンスカードを含むクレジットカード・デビットカードでの決済（店舗で確認済み）で商品の代金を払える。かつては通常のファミリーマートでは決済可能なWAON、Edy、iD、QUICPayの利用は出来なかったが2018年から大泉学園駅店や高田馬場駅店で試験導入され、2018年7月頃から順次拡大されTOMONY全店で利用可能になった。(かつてはTマネーや交通系を含む電子マネーチャージも不可能だった)。なお、Tマネー・TポイントやQUOカードによる決済は利用できる。
ポイント付与はTポイントかプリンスカードのどちらか1枚のみとなっていたが、2014年4月1日からはスマイルリンクサービスでプリンスカードと紐付けされたPASMOで支払う際にTカードを呈示することにより、プリンスポイントとTポイントが同時に付与されるようになる。またプリンスカードそのものの提示によってはポイントがたまらないよう変更された。
なお、練馬駅店等一部の店舗には、イーネットATMやFamiポートが設置されている。
また、一般的なコンビニエンスストアと同様に酒やたばこの販売も行っている(所沢駅改札内店・下井草店除く)。

## 店舗形態
- ウォークイン販売方式 - 一般的なコンビニエンスストアの約半分程度の売り場面積を持つ店舗。店舗によっては同規模のものもある。
- ステップイン販売方式 - ウォークイン販売方式より売り場面積が小さく、飲料、中食、菓子、雑誌・新聞、日用品のうち緊急性の高いものなどに商品に絞った店舗。
- カウンター販売方式 - ステップイン販売方式より売り場面積が小さく、従来の売店と比較しておむすび、サンドウィッチ、菓子パンなどを中心に品揃えを充実させた店舗。従来の売店と同じ対面式のものもあるが、同様に称される。
- 自動販売機型店舗 - 飲料の他にパンやおむすび、小型の菓子及び氷菓を販売できる自動販売機を数台並べた並べた無人店舗で酒やタバコの取扱いはしていない。椎名町駅、鷹の台駅、下井草駅、萩山駅、入曽駅、井荻駅の各店舗が2018年6月29日に一斉に閉店し転換工事を行い同年7月から順次無人店舗として開店している。

## 運営・営業体制
TOMONY全店が西武鉄道沿線事業企画部事業運営室（旧トモニー事業室）に属し、全店舗のスタッフは西武鉄道の社員及びアルバイトスタッフである。ただしスーパーバイザー（SV）はファミリーマートの社員であり、シフトの欠員は派遣社員のスタッフによって補充され、スーパーバイザーと派遣会社のスタッフは西武鉄道には属していない。
勤怠管理もファミリーマートの店舗で使用しているものとは異なり、西武鉄道が独自に導入している勤怠管理システム（駅務アルバイトなどが使用するものと同じ物）が導入されている。（派遣スタッフはこのシステムではなく派遣会社の台帳によって管理される）
店長・副店長は複数の店舗を兼任しているケースが多く、隣接する駅の店舗や池袋、所沢、高田馬場などの一つの駅に複数店出店している駅では同駅内の全て若しくはその一部を2店舗ほど管理している。アルバイトスタッフは基本的に各店舗に所属しているが、店長が管理する他店舗のシフトの欠員補充で他店で勤務する場合がある。また特殊な例としてはリニューアル等で長期間店舗が使用できない場合は基本的に全スタッフが近隣の複数のトモニー店に一時的に割り振られることがある。店長より上位の管理者として「エリア長」という制度を導入しており、広域で複数の店舗を受け持ち、店舗での各種トラブル対応や店舗と運営の架け橋の役割を担っている。
スタッフの評価システムは以前はファミリーマートの提供サービスと異なる箇所があったためファミリーマートの評価システムとは異なるトモニー独自のシステムを採用しており、スタッフの名札もトモニー独自のものを使用していたがトモニー店のサービス拡充などもあり、2018年頃に評価システムと名札がファミリーマートと同じものに統一された。（名札はファミリーマートのロゴ部分がトモニーのロゴに変えられている）
営業時間も一般的なコンビニエンスストアにみられる24時間営業ではなく、多くの店舗で6:30から23:00に設定しており、初電や終電の時間帯は営業してないことが多い。
店舗面積も店舗間で差が激しく、ファミチキなどのフライヤーフードやファミマカフェ、ファミポート、宅配便、ATMなどのサービスにも店舗間でばらつきがあり、このサービスを提供している店舗としていない店舗が混在している。

## 開業店舗駅
販売店の一覧は公式ウェブサイトを参照。
- 練馬駅 - 改札内ウォークイン販売方式。改札外からの利用可。2007年7月3日開店。2016年1月13日をもってリニューアルのため一時閉店し、同年4月ごろリニューアルオープン。
- 西所沢駅 - 改札外ステップイン販売方式。改札内からの利用可。2007年7月3日開店。2022年2月28日閉店。
- 練馬高野台駅 - 改札内カウンター販売方式。2007年7月3日開店。
- 高田馬場駅（橋上駅舎内） - 山手線乗り換え通路に位置する。ステップイン販売方式。2007年12月10日開店。
- 武蔵藤沢駅 - 改札外。2008年2月9日開店。2023年5月1日閉店。
- 国分寺駅 - 改札内。2008年4月開店。
- 中村橋駅 - 改札外。2008年4月開店。
- 富士見台駅 - 改札外。2008年5月開店。
- 田無駅 - 2008年5月開店。改札内ステップイン販売方式。
- 清瀬駅 - 2008年7月29日開店。2018年8月8日にリニューアル。改札外ステップイン販売方式。
- 東久留米駅（橋上駅舎内） - 改札外。2008年7月14日開店。
- 東村山駅 - 改札内カウンター販売方式。改札外からの利用可。2008年8月5日開店。
- 入間市駅 - 改札外。
- 飯能駅 - 改札内ステップイン販売方式。
- 上石神井駅 - 改札内カウンター販売方式。
- 小平駅 - 改札内カウンター販売方式。
- 玉川上水駅 - 改札内ステップイン販売方式。改札外からの利用可。2008年12月3日開店。
- 保谷駅 - 改札外ステップイン販売方式。 2009年1月14日開店。
- ひばりヶ丘駅 - 改札外ステップイン販売方式。 2009年1月14日開店。
- 秋津駅 - 改札内ステップイン販売方式。2009年1月28日開店。2018年9月27日リニューアル。2022年2月28日閉店。
- 新所沢駅 - 改札内カウンター販売方式。2009年2月12日開店。
- 小手指駅 - 改札内店舗だが改札外からの一部利用も可能。2009年2月12日開店。
- 東長崎駅 - 2009年6月4日開店。改札外ウォークイン販売方式。
- 本川越駅 - 改札内ステップイン販売方式。川越にちなみ、店舗上周囲が瓦屋根となっている。2009年6月11日開店。
- 入曽駅 - 改札外カウンター販売方式。2009年7月21日開店。2018年6月29日閉店。2018年8月3日自動販売機型店舗として再度開店。
- 鷺ノ宮駅 - 改札外ステップイン販売方式。改札外からも一部利用可。2009年8月3日開店。
- 狭山ヶ丘駅 - ステップイン販売方式。2009年8月3日開店。
- 東伏見駅 - 改札内ステップイン販売方式。2009年8月27日開店。2022年2月28日閉店。
- 航空公園駅 - 改札外。2009年8月27日開店。
- 花小金井駅 - 改札内のみ利用可能。
- 江古田駅 - 改札内。改札外からも一部利用可。ウォークイン販売方式。2010年1月9日開店。
- 萩山駅 - TOMONY店舗初の完全なカウンター販売方式。改札内。2010年1月28日開店。2018年6月29日に閉店し同年8月9日に自動販売機による無人店舗として再開
- 武蔵関駅 - 改札外カウンター販売方式。2010年2月16日開店。2022年2月28日閉店。
- 狭山市駅 - 改札内ステップイン販売方式。一部改札外からの利用可。2010年3月26日開店。2022年7月5日リニューアル。
- 野方駅 - 改札外ステップイン販売方式。2010年3月28日開店。2023年4月17日閉店。
- 西武柳沢駅 - 改札外カウンター販売方式。2010年8月5日開店。
- 大泉学園駅 - 改札内ステップイン販売方式。2010年8月9日開店。その後改札外に移転リニューアルオープン。ウォークイン販売方式となる。
- 井荻駅 - 改札外店舗。2011年2月2日開店。2018年6月29日に閉店し同年7月20日に自動販売機による無人店舗として再開
- 東大和市駅 - 改札外ステップイン販売方式。2011年7月12日開店。
- 椎名町駅 - 改札外ステップイン販売方式。2011年10月1日開店。2018年6月29日に閉店し同年8月28日に自動販売機による無人店舗として再開。
- 沼袋駅 - 改札外店舗。北口改札付近に位置する。2011年10月12日開店。2015年秋ごろ閉店。
- 新狭山駅 - 改札外店舗。2011年11月24日開店。2023年4月10日閉店。
- 久米川駅 - 改札外カウンター販売方式。2011年11月29日開店。
- 石神井公園駅 - 改札外ウォークイン販売方式。2012年1月27日開店。
- 池袋駅（地下改札1階） - 改札内ステップイン販売方式で「池袋駅B店」と称する。2012年2月29日開店。
- 所沢駅 - 改札外ウォークイン販売方式。Famiポートあり。2012年3月8日開店。
- 小川駅 - 改札内ステップイン販売方式。2012年3月21日開店。2023年4月17日閉店。
- 下落合駅 - 改札外カウンター販売方式。2012年5月29日開店。開店時間が短かく午前中のみの営業であった。その後2016年ごろには閉店している。
- 拝島駅 - 改札外ステップイン販売方式。2012年7月28日開店。
- 西武新宿駅 - 改札外ウォークイン販売方式。Famiポートあり。2012年8月28日開店。
- 池袋駅（地上改札1階） - 改札内ステップイン販売方式で「池袋駅A店」と称する。2012年8月31日開店。拡張とリニューアルを経て現在の店舗形態となったのはもう少し後である。
- 所沢駅 - 改札内ステップイン販売方式。2012年11月27日開店。
- 池袋駅（地上改札外）- 明治通り・グリーン大通りに面した西武東口入口にある改札外カウンター販売方式店舗。「池袋駅A2号店」と称する。
- 池袋駅（地下改札外）- 改札外ウォークイン販売方式店舗で「池袋駅B2号店」と称する。
- 中井駅 - 改札外ウォークイン販売方式店舗に分類される。2017年4月開店。南口地上出入り口付近に単独の建物で建設された。